# Matsalu
Matsalu (Duits: Matzal) is een plaats in de Estlandse gemeente Lääneranna, provincie Pärnumaa. De plaats heeft de status van dorp (Estisch: küla). Het dorp ligt aan de zuidkant van de Baai van Matsalu.
Tot in oktober 2017 lag Matsalu in de gemeente Lihula, provincie Läänemaa. In die maand werd Lihula bij Lääneranna in de provincie Pärnumaa gevoegd.

## Bevolking
Het dorp had 44 inwoners op 31 december 2011 en 35 inwoners op 31 december 2021.